# آندرس آلداما
آندرس آلداما (انگلیسی: Andrés Aldama؛ زادهٔ ۹ آوریل ۱۹۵۶) بوکسور اهل کوبا بود.
از افتخارات وی میتوان به کسب مدال در بازی‌های المپیک تابستانی ۱۹۸۰ اشاره کرد.